# NGC 376
NGC 376 (другое обозначение — ESO 29-SC29) — рассеянное скопление в созвездии Тукан. Объект был обнаружен шотландским астрономом Джеймсом Данлопом в 2 сентября 1826 году. Этот объект входит в число перечисленных в оригинальной редакции «Нового общего каталога». Джон Дрейер описывал его "шаровое скопление, яркое, маленькое, круглое".
Наблюдение Данлопа на данный момент кажуется гораздо более достоверным, чем во времена Дрейера, поэтому Данлопа называют настоящим исследователем, а не «наблюдателем». Кроме того, во втором Индекс-каталоге (по ДеЛизу Стюарту) отмечается: «Только двойная звезда, положение 270 градусов, расстояние 10 парсек», но трудно понять, что эта заметка имеет отношение к исходной записи NGC, так что действительно ли Стюарт наблюдал за конкретным объектом, 
непонятно.
NGC 376 является молодым звездным скоплением, которое расположено в восточной части Малого Магелланова Облака. Это скопление уже потеряло 90% своей первоначальной массы. Возраст около 28±7 млн лет. Масса примерно в 3400 раз больше массы Солнца.
Физическая информация: кажущийся размер около 0,6 на 0,5 угловых минут для центральной конденсации и около 1,3 угловых минут для отдалённых членов кластера.